# Pianosonate nr. 15 (Mozart)
Piansonate nr. 15 in F-majeur, KV 533 en 494, is een pianosonate van Wolfgang Amadeus Mozart. Hij voltooide het stuk, dat circa 23 minuten duurt, in 1788. De sonate is in twee stukken geschreven, vandaar twee Köchel nummers. Mozart schreef eerst het rondo als KV 494. Een aantal maanden later schreef hij de eerste twee delen. Op verzoek van zijn uitgever voegde Mozart deze twee delen als een pianosonate, KV 533, samen.

## Onderdelen
De sonate bestaat uit drie delen:
- I Allegro
- II Andante
- III Rondo: allegro

### Allegro
Dit is het eerste deel van de sonate. Het stuk heeft een 2/2-maat en staat in F-majeur.

### Andante
Dit is het tweede deel van de sonate. Het stuk heeft een 3/4-maat en staat in Bes-majeur. Het eindigt in twee akkoorden.

### Rondo: allegro
Dit is het derde en laatste deel van de sonate. Het stuk heeft een 2/2-maat en staat eerst in F-majeur. Daarna moduleert het stuk naar As-majeur, waarna het weer teruggaat naar F-majeur. Ook dit stuk eindigt in twee akkoorden.